# آبشار آرثوسا
آبشار آرثوسا (به انگلیسی: Arethusa Falls) آبشاری است که در ایالات متحده آمریکا واقع شده و ارتفاع کلی ریزشگاه آن ۱۴۰ فوت (۴۳ متر) است.